# 여진어군
여진어군(Jurchenic) 또는 만주어군(Manchuric)은 퉁구스어족에 속한 언어군으로, 여진어 계통 언어들에 더하여 이와 유사한 소수 언어들을 묶은 분류이다.

## 언어
여진어군
- 여진어†
  - 만주어
  - 시버어
- 발라어(Bala, 巴拉)
- 알추카어(Alchuka, 阿勒楚喀)
- 중국 캬칼라어(Chinese Kyakala, 恰喀拉): 같은 "캬칼라족"이 사용하나 우데게어의 한 방언인 러시아 캬칼라어와는 달랐다.

발라어, 알추카어, 중국 캬칼라어는 1980년대 무예쥔(穆晔骏) 등 중국의 언어학자들이 만주 지역에서 기록한 소규모 언어들로, 모두 기록 시점에 소수의 노인만이 구사하고 있었으므로 지금은 사멸한 것으로 추정된다. 이들은 퉁구스어의 역사 비교 연구에 중요한 고대의 특징들을 많이 보존하고 있었다.